# Giuseppe Pestagalli
Giuseppe Prospero Ambrogio Pestagalli (Milano, 16 aprile 1813 – ...) è stato un architetto italiano.

## Biografia

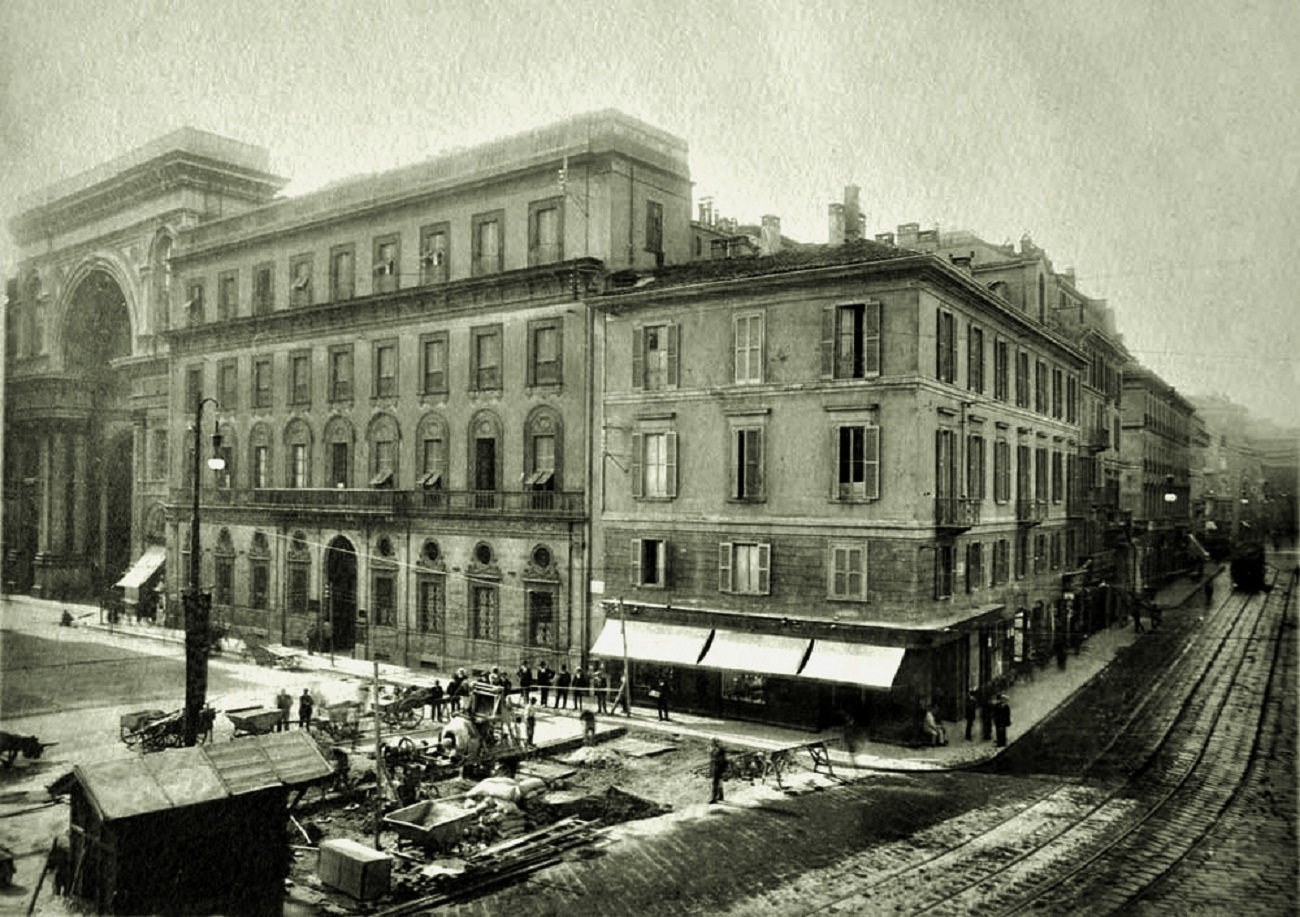
Casa Brambilla (al centro) in piazza della Scala a Milano

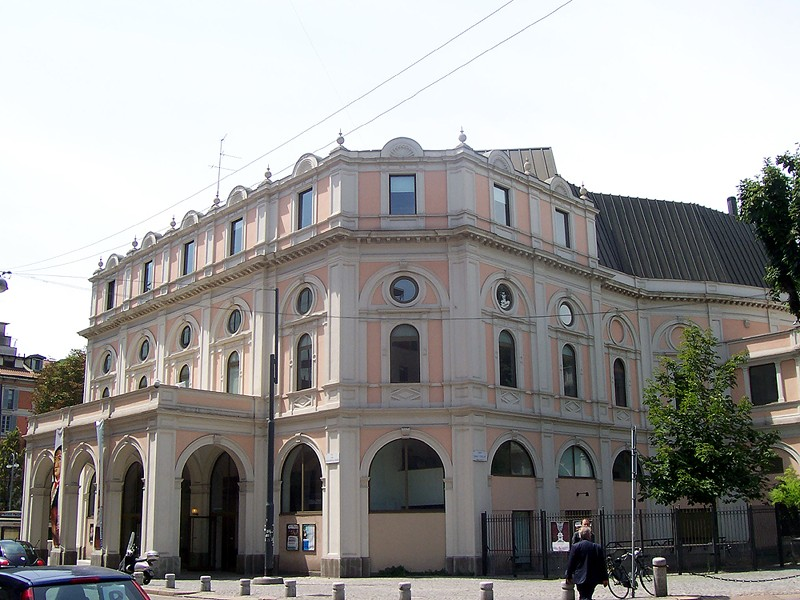
Il teatro Dal Verme a Milano

Figlio primogenito dell'architetto Pietro Pestagalli e di Caterina Gaspardini, nacque a Milano il 16 aprile 1813.
La sua formazione non è nota; si sa che iniziò l'attività intorno al 1833 collaborando con il padre alla costruzione del palazzo della Fabbrica del Duomo, a Milano. In seguito iniziò ad operare autonomamente, cimentandosi nel restauro delle chiese del Carmine e di San Bartolomeo e nella costruzione di alcune case private.
Politicamente vicino ai patrioti risorgimentali (partecipò forse ai moti del 1848), sostenne un superamento dello stile neoclassico associato con la dominazione austriaca, in favore di un eclettismo che recuperasse gli stili tradizionali lombardi: ne è un esempio felice la casa Brambilla in piazza della Scala, del 1855 (demolita nel 1925 per far posto al palazzo della ragioneria comunale), con le sue decorazioni in terracotta di stile neobramantesco.
Entrò nel 1856 nella Commissione d'ornato, e dal 1860 fu docente in architettura all'Accademia di Brera.
Anche dopo la fine della dominazione austriaca Pestagalli rimase fra le figure più importanti dell'architettura milanese: oltre alla casa Rossi in corso Magenta, resta celebre il suo progetto per la riforma della piazza del Duomo, in cui si mantenne fedele allo stile rinascimentale lombardo, contrapponendosi al classicismo del progetto mengoniano.
La sua opera più celebre resta comunque il teatro Dal Verme (1870-72), in cui tuttavia il ricorso allo stile rinascimentale, esaurito il significato politico che aveva avuto durante il Risorgimento, si riduce a pochi richiami.
La sua carriera si arrestò bruscamente nel 1872, quando venne accusato di malversazione dal comune di Bosisio di cui era Sindaco dal 1860: Pestagalli fuggì all'estero per sottrarsi a una condanna a tre anni di detenzione. Le sue vicende ulteriori non sono note, anche se una fonte non confermata ne riporta la morte nel 1873 in luogo ignoto.
Ebbe un figlio, Francesco, anch'egli architetto.